# Iskrene, Șpola
Iskrene (în ucraineană Іскрене) este localitatea de reședință a comunei Iskrene din raionul Șpola, regiunea Cerkasî, Ucraina.

## Demografie
Componența lingvistică a localității Iskrene
     Ucraineană (98,06%)
     Rusă (1,29%)
     Alte limbi (0,54%)
Conform recensământului din 2001, majoritatea populației localității Iskrene era vorbitoare de ucraineană (98,06%), existând în minoritate și vorbitori de rusă (1,29%).